# Нове Гришино
Нове Гри́шино (рос. Новое Гришино) — селище у складі Дмитровського міського округу Московської області, Росія.
Стара назва — Новогришино.

## Населення
Населення — 1123 особи (2010; 1352 у 2002).
Національний склад (станом на 2002 рік):
- росіяни — 91 %